# Bell Aircraft Corporation
La Bell Aircraft Corporation fue un constructor de aeronaves de los Estados Unidos. Construyó algunos cazas durante la Segunda Guerra Mundial pero sobre todo se hizo famosa por el cohete Bell X-1, el primer aparato supersónico y también por diversos helicópteros. La compañía fue comprada en 1960 por Textron y posteriormente pasó a denominarse Bell Helicopter Textron.
Fundada por Lawrence Bell, quien primeramente fue empleado y después director general de la Glenn L. Martin Company, también fue director de la Consolidated Aircraft Corporation. Cuando en 1935 la compañía Consolidated se movió a California, Bell se separó y formó la "Bell Aircraft Corporation" el 10 de julio de 1935, establecida en Buffalo, Nueva York.
La fabricación de helicópteros empezó en 1941, con el Bell Model 30 que hizo su primer vuelo en 1941 y se hizo el helicóptero más importante de la compañía.
Lawrence Bell murió en 1956, y durante muchos años la empresa tuvo dificultades económicas.
En 1960 la compañía Bell fabricó para la Armada de los Estados Unidos el Rocket Belt o cinturón cohete similar al que apareció en películas de James Bond y en las Olimpiadas de Los Ángeles.
Después de la compra por parte de Textron, la empresa pasó a ser una división de la Bell Aerospace Corporation.

## Aviones
Aviones de ala fija, por orden de fabricación:
- Bell FM-1 Airacuda
- P-39 Airacobra
- P-63 Kingcobra
- P-59 Airacomet
- XP-77
- XP-83
- X-1
- X-2
- X-5
- Bell X-14
- Bell X-22A